# Жунусов, Марат Сатыбалдиевич
Марат Сатыбалдиевич (Сатволдиевич) Жунусов (каз. Мұрат Сатыбалдыұлы Жүнісов; род. 24 июля 1966, г. Балхаш, Карагандинская область, КазССР, СССР) — советский и казахстанский шахматист, мастер спорта международного класса (1996), чемпион мира среди инвалидов по зрению (1995, Испания). Тренер высшей категории. Тренеры Е. Алимжанов и гроссмейстер Б. Асанов.
Чемпион Карагандинской области (1990, 1991), республиканских студенческих игр (1989, Алматы), общества инвалидов Казахстана (1990, 1992, 1994, 1997, Алматы); призёр международных турниров (1994, Брно, Чехия; 1994, Москва; 1994, Петропавловск; 1995, Бенавенте, Испания; 1995, Нью-Йорк, США). Чемпион турнира по сверхбыстрым шахматам (1997, Алматы; 2000, Астана).
В декабре 2011 года Указом Президента Республики Казахстан за значительный вклад в развитие и становление государственности и укрепления суверенитета Республики Казахстан, а также в честь 20-летия независимости Республики Казахстан награждён медалью «Қазақстан Республикасының Тәуелсіздігіне 20 жыл»

## Изменения рейтинга
| Графики недоступны из-за технических проблем. См. информацию на Фабрикаторе и на mediawiki.org. |